# Fratelli Collyer
Homer Lusk Collyer (New York, 6 novembre 1881 – New York, 21 marzo 1947) e 
Langley Collyer (New York, 3 ottobre 1885 – New York, 9 marzo 1947) sono stati due fratelli statunitensi noti per la loro natura ossessivo-compulsiva, nota anche come disposofobia o "sindrome dei fratelli Collyer".
Nati da una ricca famiglia, a seguito del divorzio dei genitori iniziarono a rinchiudersi in loro stessi, rifiutando ogni contatto con il mondo esterno, senza mai uscire per decenni dalla loro abitazione di Harlem. Nel 1947 furono rinvenuti cadaveri; una chiamata anonima avvisò la polizia della presenza di un cadavere in quell'edificio, e le forze dell'ordine si trovarono di fronte ad una casa piena di trappole contro gli intrusi, immondizia, e qualunque tipo di oggetto che avevano accumulato in circa quarant'anni dall'inizio del secolo alla loro morte.

## Famiglia
I fratelli Collyer nascono da Herman Livingston Collyer (1857-1923), un ginecologo di Manhattan che lavora al Bellevue Hospital, e Susie Gage Frost (1856-1929); hanno una sorella, Susan, che muore ancora bambina nel 1880. Le origini della famiglia possono essere fatte risalire ad una comunità giunta nel 1620 in Massachusetts sulla nave Speedwell presumibilmente solo una settimana dopo la Mayflower; la famiglia dei fratelli Collyer, in particolare, trae discendenza dall'antica e rispettabile famiglia Livingston di New York, giunta a New York dalla Scozia nel 1672. Frequentano scuole prestigiose, ed entrambi si iscrivono alla Columbia University, appena trasferita presso l'attuale sede di Morningside Heights, distante solo 20 minuti di cammino dalla casa dei Collyer. Homer si laurea in diritto della navigazione, e Langley in ingegneria (la Columbia University, tuttavia, afferma che non ci sono tracce della partecipazione ai corsi), nel tentativo di diventare un inventore. Langley suona anche il pianoforte a livello professionale al Carnegie Hall e diventa presto un musicista dall'aspetto singolare: la sua lunga chioma fluente è di certo una rarità per l'epoca, inoltre è un esperto di giustizia presso la Trinity Church. Nel corso degli anni l'eccentricità di entrambi i fratelli si fa sempre più evidente. Langley si cimenta con diverse invenzioni, tra cui un apparecchio per aspirare l'aria all'interno dei pianoforti e una Ford modello T modificata per produrre elettricità.
Nel 1909 il Dr. Herman Collyer, assieme a sua moglie e ai suoi due figli, si trasferisce nella nuova residenza ad Harlem, in un momento in cui questo è un quartiere altolocato in cui numerosi cittadini abbienti di New York pensano di andare a vivere. Anche lo stesso Dr. Collyer è famoso per le sue stravaganze, e spesso viene avvistato mentre pagaia in canoa lungo l'East River per raggiungere il City Hospital su Blackwell's Island, in cui lavora occasionalmente, per poi tornare a casa con la canoa sulle spalle una volta riapprodato sull'isola di Manhattan. Abbandona la famiglia nel corso del 1919, pochi anni prima di morire, senza alcuna spiegazione; si ignora anche se, all'abbandono della casa di Harlem, la moglie lo segua nella nuova casa al 153 West della 77ª Strada. In ogni caso Homer e Langley rimangono nella casa abbandonata dal padre e, dopo la morte dei genitori (il Dr. Collyer nel 1923 e la moglie nel 1929), ereditano tutte le loro proprietà e le trasferiscono nella casa di Harlem.
Il quartiere nel frattempo ha perso il fascino della zona residenziale borghese e i due fratelli, diventati un'anacronistica curiosità per i residenti, decidono di eclissarsi dal mondo.

## Reclusione
Alcuni ladri tentano di introdursi nella casa dei fratelli sulla base di voci infondate sulla presenza all'interno di oggetti di valore, e giovani teppisti prendono l'abitudine di lanciare sassi contro le finestre. Le paure dei Collyer crescono di pari passo alla loro eccentricità: sbarrano le finestre e Langley usa le sue doti ingegneristiche per predisporre delle trappole. In seguito al taglio delle forniture di gas, telefono, luce ed acqua per morosità, i fratelli iniziano a riscaldare la vasta proprietà utilizzando solo una piccola stufa a cherosene e per un breve periodo Langley tenta di generare elettricità attraverso il motore di un'autovettura, mentre riesce a procurarsi l'acqua da una fontanella in un parco distante quattro isolati a sud della casa (presumibilmente Mount Morris Park, che dal 1973 prende il nome di Marcus Garvey Park). Langley affronterebbe inoltre lunghe distanze per procurarsi il cibo, arrivando a volte fino a Williamsburg per comprare solo una fetta di pane. Inoltre recupera il cibo dalla spazzatura e raccoglie gli scarti di fruttivendoli e macellai per portarli al fratello infermo, insieme ad innumerevoli pezzi di suo interesse raccolti tra i rifiuti.
Nel 1932, poco prima del sopraggiungere della cecità Homer Collyer acquista l'edificio antistante la casa al 2077 Fifth Avenue all'angolo con la 128th Street, con l'intenzione di ampliarlo e farne un palazzo di appartamenti.
Nel 1933 Homer, già reso zoppo dalla malattia reumatica, diventa cieco dopo un'emorragia alla parte interna del bulbo oculare, e Langley escogita un rimedio: una dieta di cento arance a settimana, con pane nero e burro di arachidi. A causa della malattia, che lo rese infine cieco, Homer abbandona ogni progetto di guadagnare dal mercato immobiliare. Le bollette e le imposte sui redditi non pagate fanno sì che la città di New York nel 1943 sequestri la proprietà acquistata; Langley si oppone obiettando che chi non ha reddito non dovrebbe pagare imposte sui redditi.

## Notorietà
Il nome dei fratelli Collyer appare per la prima volta sui giornali nel 1938, quando respingono le attenzioni di un agente immobiliare interessato ad acquistare la casa per 125.000 dollari. Il New York Times pubblica interviste ai vicini secondo i quali i fratelli vivono immersi in una specie di "magnificenza orientalista" e siedono su mucchi di contanti, che hanno paura di depositare in banca. Nessuna delle due voci è vera: di certo i fratelli non erano poveri anche se fosse stato lecito pensarlo, vista la prolungata assenza di occupazione di entrambi. Nel 1939 alcuni lavoratori della Consolidated Edison, l'azienda produttrice e distributrice di energia elettrica e gas a New York, fanno irruzione nella casa per rimuovere due contatori del gas, che era stato spento nel 1928, e la casa venne circondata da una folla di un migliaio di curiosi.
I fratelli tornano all'attenzione dei media nel 1942 all'arrivo dei problemi per il mancato pagamento del mutuo sulla casa. In quell'anno il New York Herald Tribune intervista Langley che, a chi gli chiede dei pacchi di vecchi giornali conservati, risponde "li metto da parte per Homer, così che possa aggiornarsi sulle novità quando riacquisterà la vista". La Bowery Savings Bank inizia la procedura di sfratto e invia una squadra per lo sgombero, ma Langley si oppone all'ingresso degli operai inducendo i vicini a chiamare la polizia. Quando i poliziotti forzano l'ingresso abbattendo la porta si bloccano davanti ad un muro verticale di spazzatura accatastata che arriva fino al soffitto. Senza indugio Langley stacca un assegno di 6.700 dollari (pari a 97.034 dollari del 2015), estinguendo il mutuo in un singolo pagamento, manda tutti fuori dall'edificio e si eclissa ancora una volta dalla curiosità pubblica per emergere saltuariamente, solo di notte, quando ha bisogno di andare a denunciare tentativi di effrazione presso le autorità, procurarsi il cibo o raccogliere oggetti che suscitano il suo interesse, vivendo assieme al fratello una vita da recluso.

## Ritrovamento del cadavere di Homer Collyer
Il 21 marzo del 1947 un informatore anonimo chiama il 122º distretto di Polizia affermando che c'è un cadavere nella casa dei fratelli. Una squadra parte per il controllo ma trova fin dall'inizio difficoltà ad entrare: l'edificio non ha né campanello né telefono e le porte sono serrate e, benché i vetri siano rotti, griglie di ferro alle finestre del seminterrato proteggono dall'accesso. Una squadra di emergenza di sette elementi non trova infine altro modo di procedere se non buttare sulla strada antistante tutti i rifiuti che bloccano l'accesso dietro l'ingresso principale in cui sono stipati, a formare un enorme muro solido composto di vecchi giornali, reti da materasso, sedie, parte di una macchina da cucire, scatole, parti di un torchio da vino, e numerosi altri rifiuti. Un agente, William Barker, riesce ad entrare attraverso la finestra di una camera da letto secondaria. Dietro questa finestra si trovano, tra le altre cose, altri pacchi e pile di giornali, scatole di cartone vuote tenute insieme da corde, pezzi di un passeggino, un rastrello e vecchi ombrelli legati assieme. Dopo due ore di spostamenti l'agente trova Homer Collyer morto con indosso solo un consunto accappatoio blu e bianco. Il corpo viene ritrovato in posizione accucciata con la testa, coperta da capelli grigi e arruffati lunghi fino alle spalle, tra le ginocchia.
Secondo l'assistente anatomopatologo Dr. Arthur C. Allen, che identifica il cadavere come quello di Homer, questi non è morto da più di dieci ore e, dunque, il fetore proveniente dalla casa non può essere causato dal corpo ritrovato. Vengono ravvisate ipotesi di un crimine: Homer è stato ucciso dall'effetto combinato di malnutrizione, disidratazione e arresto cardiaco. Davanti a una folla di circa 600 persone che si raduna attorno alla casa, incuriosita dai rifiuti e dall'odore, gli investigatori non riescono a trovare Langley.
La ricerca del fratello scomparso inizia dalla casa, con tutte le difficoltà connesse alla rimozione dei rifiuti. La maggior parte viene considerata di nessun valore e riversata in giardino per essere portata via dal dipartimento di igiene, mentre pochi oggetti vengono conservati. Nella ricerca delle settimane successive viene rinvenuto un discreto assortimento di armi e munizioni, ma di Langley nessuna traccia.

## Caccia all'uomo
Il 30 marzo iniziano a circolare voci infondate secondo le quali Langley sarebbe stato visto su un autobus diretto ad Atlantic City, dando luogo ad un'inutile caccia all'uomo sulle coste del New Jersey. La polizia riprende a cercare in casa due giorni dopo, spostando 3000 libri, molti elenchi telefonici vecchi, la mascella di un cavallo, un pianoforte Steinway, una primordiale macchina per i raggi X, e ulteriori pile di giornali. Dal solo piano terra vengono rimosse più di 19 tonnellate di rifiuti, e per una settimana i poliziotti continuano a ripulire l'accumulo dei fratelli, arrivando a spostare dal resto della casa altre 84 tonnellate di immondizia. Nonostante buona parte dei rifiuti venisse dall'attrezzatura medica del padre dei Collyer, una porzione considerevole sono oggetti abbandonati e recuperati da Langley nel corso degli anni.

## Ritrovamento del cadavere di Langley Collyer
L'8 aprile del 1947 l'operaio Artie Matthews trova il corpo di Langley Collyer a 3 metri di distanza dal punto in cui era morto Homer. Langley giace parzialmente decomposto e divorato dai topi, coperto da una valigia e tre grosse pile di giornali, probabilmente schiacciato da una delle trappole da lui stesso piazzate mentre stava portando da mangiare al fratello paralizzato, infilandosi in veri e propri tunnel tra i giornali. Homer, immobile, muore di fame qualche giorno dopo. L'odore avvertito dall'esterno era dunque causato dal cadavere di Langley, il fratello minore. L'autopsia rileva che era morto da circa un mese, il 9 marzo e 12 giorni prima della scoperta del cadavere del fratello.
Entrambi i fratelli vengono sepolti con i genitori presso il cimitero di Cypress Hill a Brooklyn.

## Contenuto della casa

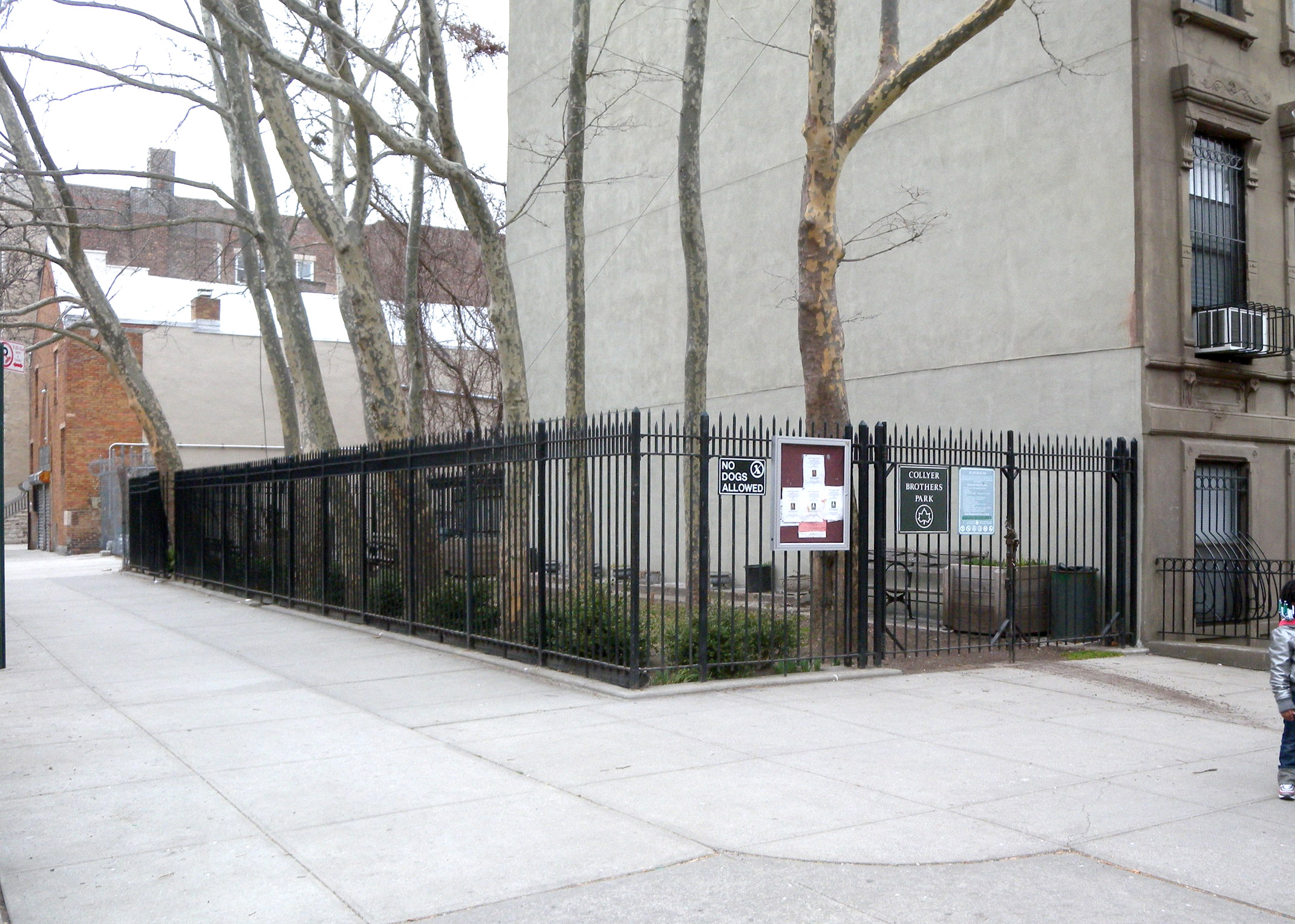
Il Collyer Brothers Park di Harlem, situato dove si trovava la casa dei Fratelli Collyer.

La polizia e gli operai rimossero 103 tonnellate di immondizia dalla casa. I pochi oggetti di valore fruttarono all'asta meno di 2000 $, la proprietà dei fratelli Collyer venne valutata complessivamente 91000 $, 20 000 dei quali in oggetti personali (gioielli, contanti, oggetti di valore e simili).
Tra gli oggetti rimossi dalla casa si trovarono: un passeggino, un passeggino per bambole, biciclette arrugginite, cibo andato a male, pelapatate, una collezione di armi, candelabri di cristallo, palle da bowling, la capote di un calesse, un cavalletto, tre manichini, alcuni ritratti dipinti, foto di pin-up, busti in gesso, il baule della signora Collyer, molle del letto arrugginite, la stufa a cherosene, un seggiolone da bambino (i fratelli furono sempre scapoli e senza figli), più di 25 000 libri, tra i quali libri di medicina e ingegneria e più di 25 000 codici legali, organi umani sotto formalina, 8 gatti vivi, il telaio meccanico di una vecchia Ford T riadattata da Langley, tappezzeria, centinaia di rotoli di tessuti e seta, orologi, 14 pianoforti sia a coda che verticali, un clavicordo, 2 organi, alcuni banjo, violini, corni da caccia, organetti, un grammofono con dischi e innumerevoli pacchi di riviste e giornali, alcuni dei quali risalenti a decine di anni prima. Vicino al punto in cui Homer era morto la polizia ritrovò 34 libretti di risparmio, per un totale di 3007,18 $ dollari. Tra le riviste venne trovata una copia del New York Journal datata 13 giugno 1927 dedicata al ritorno a casa dopo la trasvolata atlantica di Charles Lindbergh.
Una grandissima quantità del materiale era costituita da immondizia. La stessa casa, non avendo mai ricevuto manutenzione, era in rovina: il tetto era staccato e alcuni muri avevano ceduto lasciando i mattoni e la calce in vista. La casa fu ritenuta pericolosa secondo le norme antincendio nel luglio dello stesso anno e venne rasa al suolo il mese dopo.
Alcuni degli oggetti recuperati furono esposti allo Hubert's Dime Museum, collocati in mezzo a fenomeni da baraccone. La morbosa attenzione del pubblico si riversò sulla sedia su cui Homer Collyer era stato ritrovato morto. La sedia dei Collyer passò attraverso diversi collezionisti privati fino alla rimozione dall'esibizione al pubblico dal 1956. Col passare del tempo la fama sinistra dell'oggetto aumentò per colpa del destino dei possessori ed oggi è proprietà di Babette Bombshell di Orlando, una collezionista di oggetti strani e rarità.
Al posto della casa demolita dal 1962 si trova il Collyer Brothers Park.

## Riferimenti nella cultura di massa
- Nel 2009, E. L. Doctorow ha pubblicato un romanzo dedicato alla vita dei due fratelli, intitolato Homer and Langley ed edito da Random House.
- La storia dei due fratelli viene rappresentata nella storia I fratelli Collyer - Due perfetti sconosciuti nella raccolta di storie a fumetti Vite bizzarre di gente eccentrica di Hirohiko Araki e Hirohisa Onikubo, pubblicato in Italia nel 2005 da Star Comics.
- L'episodio 20x10 della serie Law & Order - Unità vittime speciali, intitolato Vecchi svitati, è ispirato in parte alla storia del fratelli Collyer.

- Nel 2025 Roberto Casati recensendo il libro di Chip Colwell sulla cultura dell'accumulo diventato un problema per il pianeta e un disagio per la civiltà, So Much Stuff: How Humans discovered Tools, Invented Meaning and Made More of Evrithing, cita, come metafora, i fratelli Collyer, «accumulatori compulsivi sepolti dagli oggetti della casa di Harlem che avevano riempito fino all'inverosimile».[4]